# Діркс (Арканзас)
Діркс (англ. Dierks) — місто (англ. city) в США, в окрузі Говард штату Арканзас. Населення — 916 осіб (2020).

## Географія
Діркс розташований на висоті 135 метрів над рівнем моря за координатами 34°7′14″ пн. ш. 94°1′8″ зх. д. / 34.12056° пн. ш. 94.01889° зх. д. (34.120662, -94.018836). За даними Бюро перепису населення США в 2010 році місто мало площу 4,90 км², уся площа — суходіл.

## Демографія
Згідно з переписом 2010 року, у місті мешкали 1133 особи в 440 домогосподарствах у складі 305 родин. Густота населення становила 231 особа/км². Було 515 помешкань (105/км²).
Расовий склад населення:
| - 94,9 % — білих - 1,2 % — корінних американців - 0,4 % — чорних або афроамериканців - 2,1 % — осіб інших рас |

До двох чи більше рас належало 1,4 %. Іспаномовні складали 4,2 % від усіх жителів.
За віковим діапазоном населення розподілялося таким чином: 25,6 % — особи молодші 18 років, 57,2 % — особи у віці 18—64 років, 17,2 % — особи у віці 65 років та старші. Медіана віку мешканця становила 38,8 року. На 100 осіб жіночої статі у місті припадало 91,7 чоловіків; на 100 жінок у віці від 18 років та старших — 86,5 чоловіків також старших 18 років.
Середній дохід на одне домашнє господарство становив 37 508 доларів США (медіана — 32 083), а середній дохід на одну сім'ю — 43 021 долар (медіана — 41 136). Медіана доходів становила 36 016 доларів для чоловіків та 20 833 долари для жінок. За межею бідності перебувало 24,2 % осіб, у тому числі 38,4 % дітей у віці до 18 років та 16,3 % осіб у віці 65 років та старших.
Цивільне працевлаштоване населення становило 422 особи. Основні галузі зайнятості: освіта, охорона здоров'я та соціальна допомога — 25,8 %, виробництво — 23,5 %, будівництво — 12,6 %, роздрібна торгівля — 10,2 %.
За даними перепису населення 2000 року в Дірксі мешкало 1230 осіб, 349 сімей, налічувалося 465 домашніх господарств і 542 житлових будинки. Середня густота населення становила близько 256,3 осіб на один квадратний кілометр. Расовий склад Діркса за даними перепису розподілився таким чином: 95,93 % білих, 0,57 % — чорних або афроамериканців, 1,14 % — корінних американців, 0,08 % — азіатів, 0,81 % — представників змішаних рас, 1,46 % — інших народів. іспаномовні склали 1,95 % від усіх жителів міста.
З 465 домашніх господарств в 32,5 % — виховували дітей віком до 18 років, 63,9 % представляли собою подружні пари, які спільно проживали, в 6,9 % сімей жінки проживали без чоловіків, 24,9 % не мали сімей. 22,4 % від загального числа сімей на момент перепису жили самостійно, при цьому 13,8 % склали самотні літні люди у віці 65 років та старше. Середній розмір домашнього господарства склав 2,56 особи, а середній розмір родини — 2,96 особи.
Населення міста за віковим діапазоном за даними перепису 2000 року розподілилося таким чином: 25,1 % — жителі молодше 18 років, 8,3 % — між 18 і 24 роками, 26,7 % — від 25 до 44 років, 19,8 % — від 45 до 64 років і 20,1 % — у віці 65 років та старше. Середній вік мешканця склав 38 років. На кожні 100 жінок в Дірксі припадало 85,8 чоловіків, у віці від 18 років та старше — 85,3 чоловіків також старше 18 років.
Середній дохід на одне домашнє господарство в місті склав 27 900 доларів США, а середній дохід на одну сім'ю — 31 667 доларів. При цьому чоловіки мали середній дохід в 26 765 доларів США на рік проти 18 125 доларів середньорічного доходу у жінок. Дохід на душу населення в місті склав 13 515 доларів на рік. 9,8 % від усього числа сімей в окрузі і 12,6 % від усієї чисельності населення перебувало на момент перепису населення за межею бідності, при цьому 14,5 % з них були молодші 18 років і 22,1 % — у віці 65 років та старше.